# Place Garibaldi
Pour les articles homonymes, voir Garibaldi (homonymie).
La place Garibaldi (plassa Garibaldi ou anciennement plassa Vitour en niçois, piazza Vittorio en italien) est une grande place de Nice.

## Situation et accès

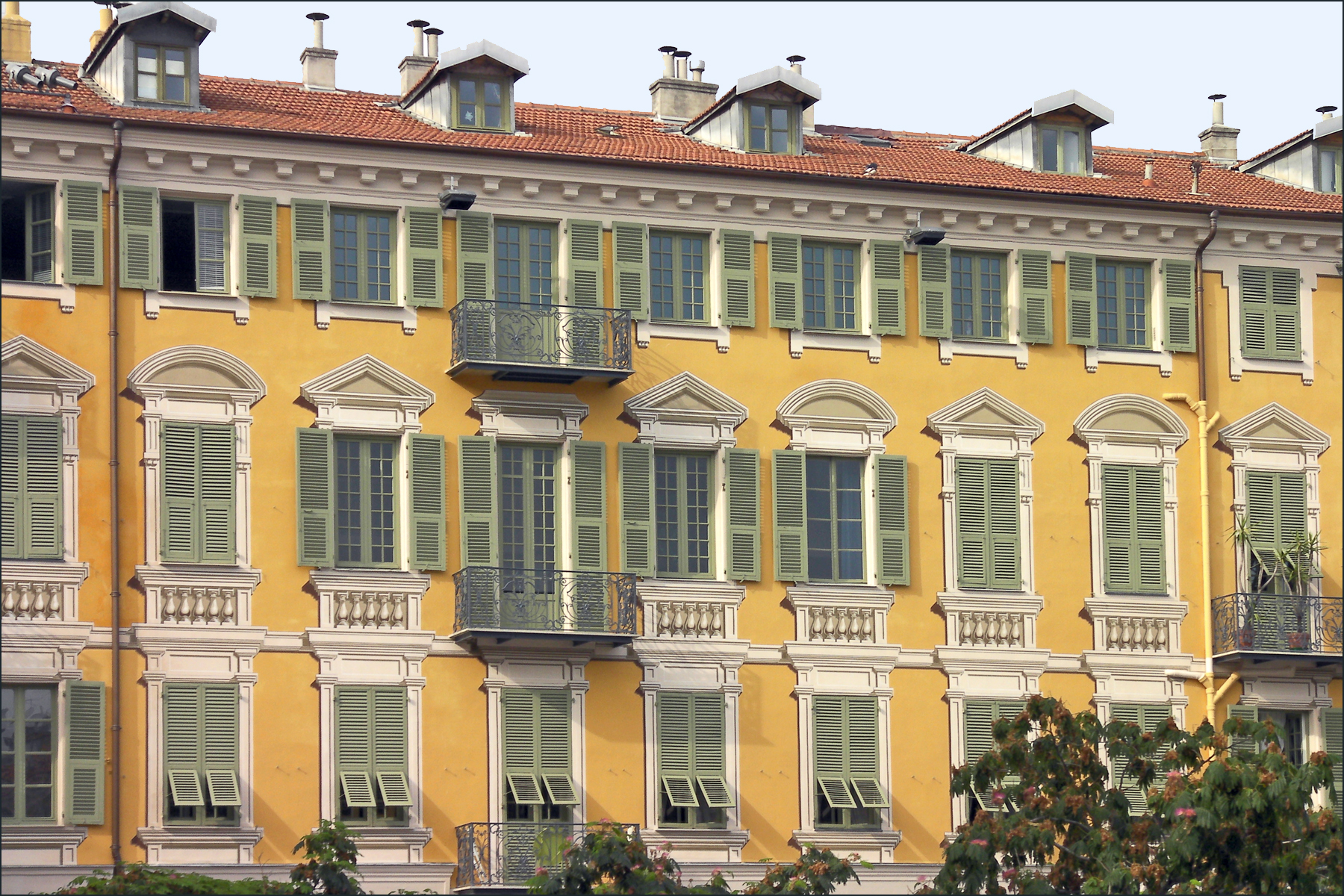
Façade avec trompe l'œil d'un des immeubles bordant la place.

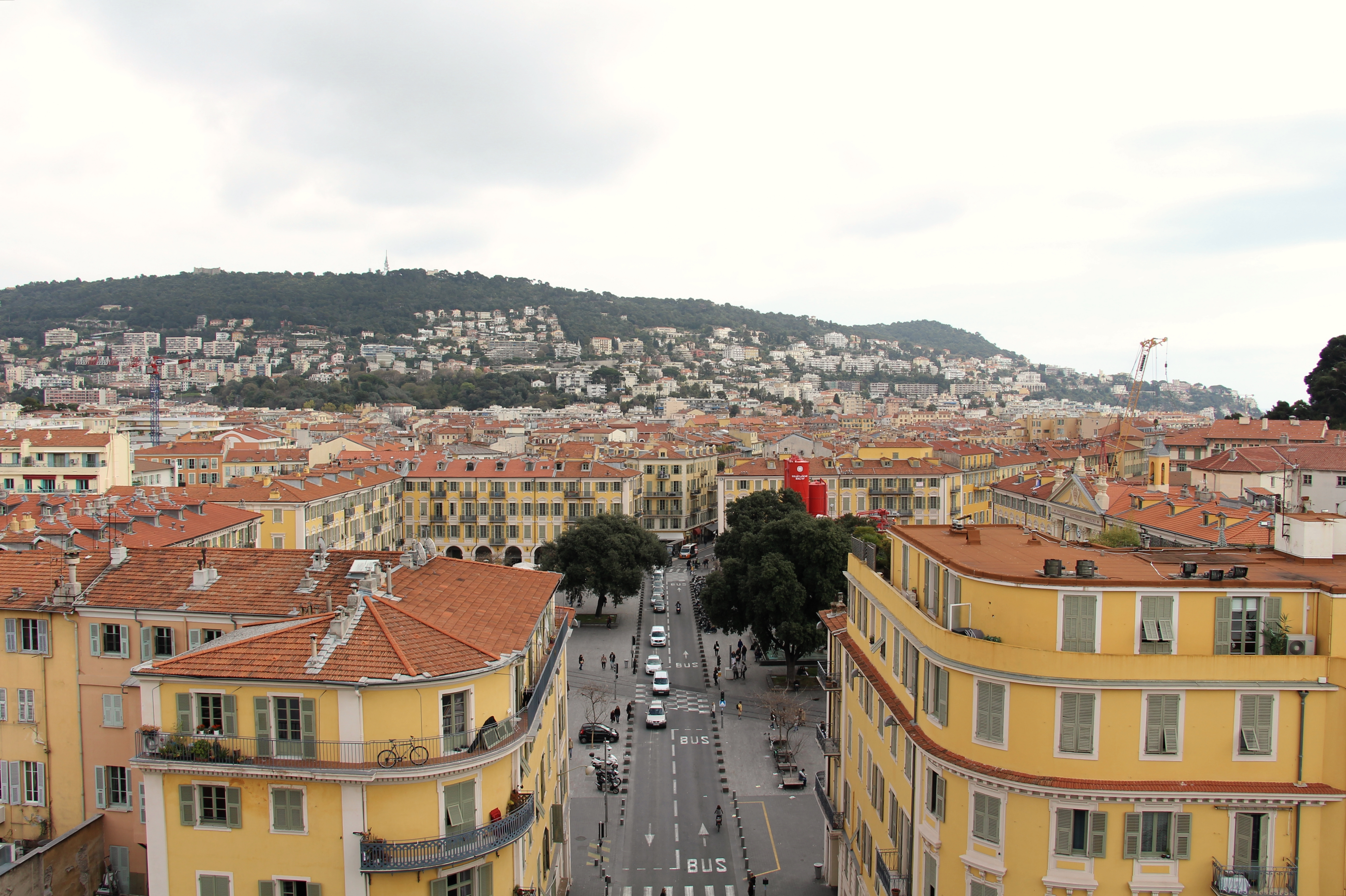
Vue de la place depuis les terrasses du Mamac. En arrière-plan, le quartier du port.

Elle est située dans le quartier du port, en bordure nord du quartier du Vieux-Nice, entre le boulevard Jean-Jaurès, la rue du docteur Ciaudo, l’avenue de la République, et les rues Cassini et Catherine-Ségurane. Semi-piétonne, elle est traversée au centre par un axe à deux voies de circulation, recouvertes de pavés, qui relie la rue Cassini à l'est à la rue du docteur Ciaudo à l'ouest. Deux autres voies assurent la circulation sur la place : une qui longe le côté sud pour relier le boulevard Jean-Jaurès à la rue Catherine-Ségurane, et une autre côté sud-est qui met en communication la rue Cassini et la rue Catherine-Ségurane. La ligne 1 du tramway de Nice traverse également la place, du nord au sud, et l'arrêt Garibaldi la dessert. Cette traversée se fait sans ligne aérienne de contact afin de préserver la qualité du lieu.
La place Garibaldi a la forme d'un rectangle d'une longueur d'environ 123 mètres et d'une largeur d'environ 92 mètres. Son revêtement est différent suivant l'endroit où l'on se trouve. Au centre, dans un rectangle homothétique à la place, de 96 sur 65 mètres, le sol est recouvert de lames de pierre de gneiss grises,. En périphérie, le sol est recouvert d'un dallage et d'un pavage en basalte. Concernant la végétation, la place comporte quatre chênes verts vers le centre, ainsi que des albizias. Vers le milieu de la place est installé le monument dédié à Garibaldi, entouré d'un bassin carré de 17 mètres de côté. Celui-ci a dû être déplacé de dix-huit mètres vers le sud en novembre 2007 en raison de la construction de la ligne de tramway.
Les immeubles qui entourent la place comportent tous des arcades. De nombreux commerces, cafés et restaurants y sont installés. Depuis la rénovation de la place en 2007-2008, les terrasses des restaurants s'étendent sur la place et sont dans l'obligation de respecter un coloris et un type de mobilier strict. À l'angle avec le boulevard Jean-Jaurès, on trouve le café de Turin, fondé en 1908 et spécialisé dans les fruits de mer. Côté sud, faisant face à l'avenue de la République, se trouve la chapelle du Saint-Sépulcre.
Le sol de la partie sud-ouest de la place est construit sur une dalle qui recouvre les vestiges de la ville à différentes époques et particulièrement ses anciennes fortifications. Une crypte visitable se situe ainsi sous la place et sous la partie nord du boulevard Jean-Jaurès. On peut y voir notamment les vestiges de la tour Pairolière, ceux du bastion Saint-Sébastien et les restes du faubourg des Augustins.

## Origine du nom
La place honore le général et homme politique italien, né à Nice, Giuseppe Garibaldi (1807-1882).

## Historique

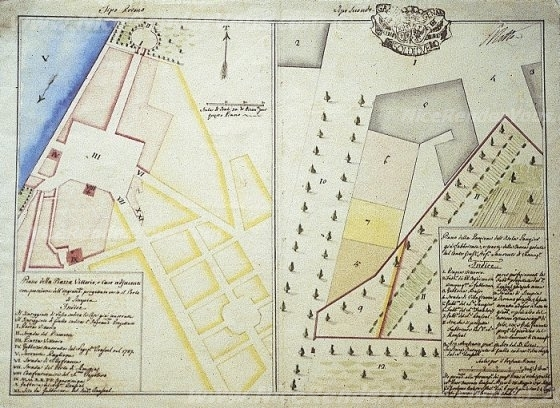
Plan de construction de la place Victor en 1782

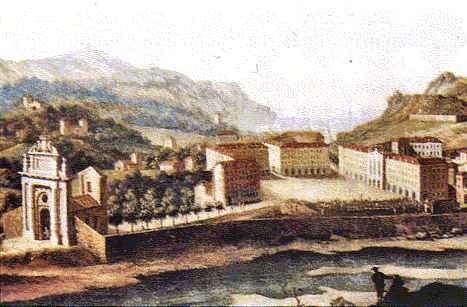
Huile sur toile de Giambettino Cignaroli (1782)

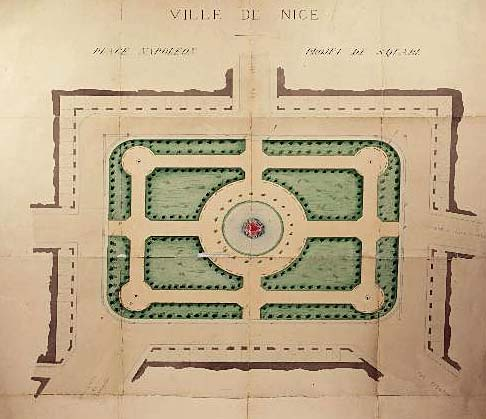
Projet d’un square en 1868

Au XVIIIe siècle, selon un vœu formulé par le roi, la ville établit plusieurs projets de réalisation d’une place d’armes devant la porte Pairolière. Le site n’est alors qu'un terrain vague jonché d’amas de pierres formés par le démantèlement des murailles de la forteresse. Un premier projet est adopté en 1761 mais faute d’argent il est repoussé à 1773 où les premiers gros travaux de remblaiement sont entrepris. Construite à partir de 1773 selon les plans de l’architecte Antoine Spinelli, elle est la plus ancienne grande place de la ville et l’un de ses lieux emblématiques.
Le niveau du terrain de la future esplanade est porté à une altitude comprise entre dix et onze mètres. En 1780, la situation évolue rapidement lorsque le roi Victor-Amédée III décide de rendre carrossable la route de Turin à Nice, ce qui implique un aménagement à l’arrivée niçoise, digne de cet itinéraire royal, agrandi à l’espace de la future place Garibaldi. La même année, le tessinois Antoine Spinelli est choisi comme architecte, et la version d’un plan carré bordé d’immeubles sur portiques est définitivement retenue.
L’uniformité est de rigueur pour tous les immeubles, élevés de trois étages, autour de la place (sauf la chapelle) : façades lisses peintes en ocre rougeâtre et le contour des fenêtres rehaussé de peinture à fresque. La place est aussi l’aboutissement de la Route royale. Au nord, une porte monumentale ouvre l’entrée depuis Turin sur la place, et à l’opposé, la façade néoclassique de la chapelle du Saint-Sépulcre ferme la perspective de la Route royale. Le modèle d’architecture de l’ensemble s’inspire de l’urbanisme turinois imposé à l’époque dans tous les États de Savoie.
Elle prend successivement les noms de « place Pairoliera » en référence à l’ancienne porte médiévale, puis devient « place Victor-Emmanuel » dite « piazza Vittorio », sous la Révolution « place de la République », puis « place Napoléon ». À la Restauration sarde, on lui donne le nom de « place d'Armes », de 1836 à 1860 « place Saint-Augustin », puis de nouveau « place Napoléon » jusqu’en 1870. Le 13 septembre 1870, sur une proposition du préfet Baragnon, elle acquiert son appellation actuelle de « place Garibaldi ». 
À la même époque, la municipalité de François Malausséna décide de la transformer en un square verdoyant. Il est aménagé en son centre un grand bassin avec jet d’eau duquel partent plusieurs allées gazonnées et bordées de rosiers. Aux angles, des lauriers roses délimitent des plates-bandes tandis que des chênes et eucalyptus dispensent un ombrage apprécié à des bancs publics. En 1882, la place connaît un grand moment festif avec le passage du premier char (Triboulet) de sa Majesté Carnaval lors de son trajet vers le Cours et la place Masséna. En 1891, l’érection du monument à Garibaldi modifie légèrement son aspect. Par la suite, le tramway de Nice et du Littoral est mis en place.
Dès son origine, elle est un carrefour emblématique où toutes les activités importantes convergent : le transit des marchandises vers le port Lympia, la grande foire aux bestiaux dite de la Saint-Barthélemy du 24 août au 2 septembre, l’accueil des souverains en ville comme Charles Félix ou Napoléon III, les fêtes révolutionnaires, les fêtes des « Mai », etc.
En 2007-2008 lors de l’aménagement de la ligne 1 du tramway Las Planas-Pont Michel, la place est entièrement rénovée suivant le projet de l’architecte Bruno Dumétier. Elle devient semi-piétonne avec des axes de circulation réduits pour les automobilistes. 
En mars 2012, la rénovation intégrale des 6 500 mètres carrés de façades de la place prend fin après presque deux années de travaux et grâce notamment à un financement de 1,4 million d'euros de la part de la ville. Une vingtaine de fresquistes ont participé à cette rénovation à l'aide de photographies du XIXe siècle de la place. Cette dernière retrouve en particulier ses décors en trompe-l'œil sur ses quatre côtés, ce qui est une caractéristique rare en Europe.

## Bâtiments remarquables et lieux de mémoire

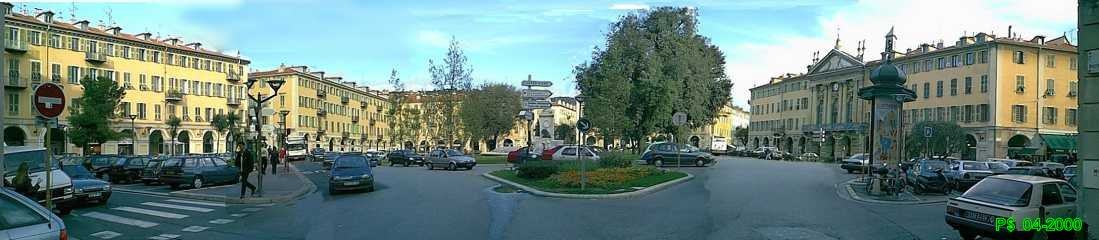
Panorama de la place avant les travaux du tramway